# Bayi Kylin
Le Bayi Kylin est un club féminin chinois de basket-ball  évoluant à Bayi dans la province du Tibet et participant au Championnat de Chine de basket-ball féminin.

## Historique
Classement :
- 2005 : 1er
- 2006 : 1er
- 2008 : 2e
- 2009 : 2e
- 2010 : 2e
- 2011 : 3e
- 2012 : 10e
- 2013 : 10e

## Palmarès
- Champion : 2002, 2003, 2004, 2005, 2008
- Finaliste : 2009
- Demi-finaliste : 2006, 2010, 2011
- Vainqueur de la saison régulière : 2005, 2006
- Second de la saison régulière : 2008, 2009, 2010

## Effectif 2012-2013
Dans ce nom chinois, le nom de famille précède le nom personnel.
| Numéro | Nom          | Née le         | Taille | Nationalité | Poste         |
| 1      | Zuo Jiayi    | 1992           | 1,78 m | Chine       | Meneuse       |
| 5      | Song Xiaoyun | 1983           | 1,75 m | Chine       | Meneuse       |
| 6      | Liu Yang     | 1987           | 1,99 m | Chine       | Ailière forte |
| 7      | Hou Qiulu    | 1991           | 1,84 m | Chine       | Ailière       |
| 8      | Wang Xue     | 1993           | 1,85 m | Chine       | Ailière       |
| 9      | Jia Zheng    | 1992           | 1,72 m | Chine       | Meneuse       |
| 10     | Wen Lu       | 1990           | 1,88 m | Chine       | Ailière       |
| 14     | Li Jiarong   | 1991           | 1,90 m | Chine       | Ailièer forte |
| 20     | Sun MengXin  | 1993           | 1,90 m | Chine       | Ailière forte |
| 21     | Sun Mengran  | 1992           | 1,97 m | Chine       | Pivot         |
| 26     | Sun MengXin  | 1994           | 1,99 m | Chine       | Pivot         |
| 55     | Chen Nan     | 8 janvier 1983 | 1,97 m | Chine       | Pivot         |

Entraîneur : Ma Yuenan
Assistants :

## Référence
1. ↑  Seuls les principaux titres en compétitions officielles sont indiqués ici.
2. ↑  « History », Asiabasket.com (consulté le 20 janvier 2013)
3. ↑  « Chine », Basquetebol saulzoir (consulté le 19 janvier 2013)